# آرثر كنجسلي بورتر
آرثر كينغسلي بورتر (بالإنجليزية: Arthur Kingsley Porter)‏ (1883-1933) مؤرخ أمريكي مختص بتاريخ الفن وبالقرون الوسطى. كانت أهم مساهماته في الدراسات الثورية حول انتشار العمارة الرومانسكية. كما أن دراسته حول العمارة اللومباردية هي الأولى من نوعها.